# Nemzetközi Taneszköz Tanács
A Nemzetközi Taneszköz Tanács (International Council for Educational Media, ICEM) nonprofit szakmai szervezet. Célja a taneszközök hatékony alkalmazásának terén összegyűjtött tapasztalatok és információk megosztása, a taneszközök gyártói és forgalmazói közötti tapasztalatcsere támogatása, a tagországok tudományos együttműködésének támogatása.

## Története
A Nemzetközi Taneszköz Tanácsot 1950-ben alapították Svájcban. Az alapításkor a név még Nemzetközi Oktatófilm Tanács (International Council for Educational Film (ICEF)) volt, de az alapítók az újabb és újabb taneszközök megjelenése miatt megváltoztatták a nevet.
A szervezet központja Bécsben van. Az ICEM jelenleg 30 országban van jelen és aktív kapcsolatot ápol többek között az alábbi szervezetekkel: UNESCO, AECT, CARDET.
Az ICEM tudományos folyóirata az Educational Media International, amelyet a  Routlege (Taylor & Francis) Kiadó gondoz és amelyet a British Education Index; Educational Research Abstracts online (ERA), Research into higher Education Abstracts; ERIC; EBSCO host és a Proquest Information and Learning szervezeteken keresztül is elérhető, illetve számon tartott.

## Fordítás
Ez a szócikk részben vagy egészben  az   International Council for Educational Media című angol Wikipédia-szócikk ezen változatának fordításán alapul.  Az eredeti cikk szerkesztőit annak laptörténete sorolja fel. Ez a jelzés csupán a megfogalmazás eredetét és a szerzői jogokat jelzi, nem szolgál a cikkben szereplő információk forrásmegjelöléseként.